# Edith Wharton
Edith Wharton (1862-1937) var den første kvindelige forfatter, der vandt Pulitzerprisen. Den vandt hun i 1921 for romanen The Age of Innocence (da. Uskyldens år), og hun var desuden nomineret til Nobelprisen i litteratur i 1927, 1928 og 1930. Flere af hendes romaner er omdannet til film, TV-serier og skuespil. Blandt de mest kendte er Martin Scorseses filmatisering af Uskyldens år fra 1992 med Daniel Day-Lewis, Michelle Pfeiffer og Winona Ryder i hovedrollerne.
Wharton (født Edith Newbold Jones) var datter af George Frederic Jones og Lucretia Stevens Rhinelander. Hun voksede op i New Yorks overklasse, men tilbragte store dele af sin barndom i Europa, hvor hendes forældre yndede at rejse, og blev hurtigt flydende i både tysk, fransk og italiensk. Hun begyndte tidligt at skrive digte og noveller, og som 11-årig gav hun sig i kast med sin første roman. Gennembruddet kom i 1905 med romanen The House of Mirth (da. Munterhedens hus).
Edith Wharton skrev om en verden, som hun kendte indefra, og både Uskyldens år og Munterhedens hus er sædeskildringer, der kritisk og ironisk skildrer livet blandt New Yorks overklasse omkring forrige århundredeskifte.
Som aspirerende forfatter i en restriktiv victoriansk verden, hvor kvinder spillede en underordnet rolle, havde Wharton på egen krop mærket samfundets snærende bånd, og hun er især kendt for sine skarpe og dybtborende skildringer af selvstændige kvinder i konflikt med samfundets normer. Gennemgående temaer i forfatterskabet er materialisme, idealisme, moralitet, skilsmisse og social udstødelse. Selvom Whartons romaner beskriver et samfund for 100 år siden, er både hendes temaer og karakterskildringer tidløse.
Ethan Frome (1911) regnes for en af Edith Whartons mest vellykkede romaner og betragtes af mange som hendes mesterværk. Wharton skrev den, mens hun boede i Frankrig, og den blev udgivet to år før hun blev skilt fra sin mand Edward (Teddy) Robbins Wharton. Romanen skiller sig ud fra det øvrige forfatterskab ved at være skildret fra underklassens perspektiv, men vidner som hendes øvrige værker om stor social og psykologisk indsigt. Romanen udkom for første gang på dansk i september 2015.
Flere kritikere har argumenteret for, at Ethan Frome er inspireret af Edith Whartons eget ulykkelige ægteskab med den tolv år ældre Edward Wharton, som hun intet havde til fælles med, og som i løbet af deres ægteskab var blevet mere og mere psykisk ustabil. Parret blev skilt i 1913 på Edith Whartons foranledning, hvilket var højst usædvanligt og skandaløst for en kvinde fra hendes generation og klasse.
Efter sin skilsmisse i 1913 flyttede hun permanent til Frankrig og blev stærkt engageret i at forbedre fattige kvinders vilkår, ikke mindst under Første Verdenskrig. Efter krigen blev hun boende i Frankrig og blev, ligesom sin nære ven Henry James, kendt som en af de store "europæiske" amerikanske forfattere.
Edith Wharton var en uhyre produktiv forfatter: Udover 22 romaner og 85 noveller udgav hun også digte, bøger om design, rejser og litteratur- og kulturkritik samt et memoir.